# Seznam osebnosti iz Občine Divača
Seznam osebnosti iz občine Divača vsebuje osebnosti, ki so se tu rodile, delovale ali umrle.
Občina ima 31 naselij: Barka, Betanja, Brežec pri Divači, Dane pri Divači, Divača, Dolenja vas, Dolnje Ležeče, Dolnje Vreme, Famlje, Gabrče, Goriče pri Famljah, Gornje Ležeče, Gornje Vreme, Gradišče pri Divači, Kačiče - Pared, Kozjane, Laže, Matavun, Misliče, Naklo, Otošče, Podgrad pri Vremah, Potoče, Senadole, Senožeče, Vareje, Vatovlje, Vremski Britof, Zavrhek, Škocjan, Škoflje. 

## Gospodarstvo
- Stanko Dekleva, narodni delavec (1899, Divača – 1975, Rim)
- Albin Dujc, družbenopolitični delavec in turistični delavec (1911, Divača – 1966, Koper)
- Franc Jelovšek, ladjar, poslovnež, ekonomist, podjetnik (1798, Gornje Vreme – 1897, Dunaj)
- Viktor Dolenc, trgovec, politik (1841, Senožeče – 1887, Trst)
- Rudi Dujc, ekonomist, gospodarstvenik, direktor Luke Koper (1939, Škoflje – 1993, Izola)
- Ivo Jelačin, gospodarstvenik (1926, Senožeče)
- Ivan Jelačin st., veletrgovec, tovarnar (1866, Senožeče – 1932, Laßnitzhöhe)

## Humanistika in znanost
- Rafael Bačar, biolog in ornitolog (1902, Divača – 1975, Ljubljana)
- Alojzij Vadnal, matematik (1910, Divača – 1987, Ljubljana)
- Gregor Žiberna, jamar (1855, Divača – 1929, Divača)
- Drago Čepar, matematik in družbenopolitični delavec (1946, Barka –)
- Carlo Antoni, filozof, časnikar (1896, Senožeče – 1959, Rim)
- Maks Dekleva, gradbeni inženir (1893, Vremski Britof – 1968, Ljubljana)
- Lino (Vendelin) Legiša, slavist, doktor znanosti, profesor slovenskega jezika in književnosti, literarni kritik (1908, Škoflje – 1980, Ljubljana)
- Ivan Sbrizaj, inženir, hidrotehnik (1866, Senožeče – 1946, Ljubljana)

## Kultura

### Glasba
- Franjo Serafin Vilhar, glasbenik, skladatelj, pianist (1852, Senožeče – 1928, Zagreb)
- Ida Krzyzanowski-Doxat, avstrijska operna pevka (1867, Senožeče – 1947, Gradec)
- Jakob Krebelj, zborovodja (1901, Senožeče – 1977, Buenos Aires)

### Gledališče in film
- Metka Bučar, igralka (1903, Divača – 1988, Ljubljana)
- Ida Kravanja (tudi Ita Rina), igralka, (1907, Divača – 1979, Budva)
- Albert Wilhelm, gledališki igralec (1906, Senožeče – 1944, Borince)
- Andrej Jelačin, igralec, režiser, humorist, dramatik, gledališki organizator (1932, Senožeče)

### Književnost
- Lučka Čehovin, knjižničarka (1940, Barka – 2019, Sežana)
- Bogomir Magajna, pripovednik, zdravnik (1904, Gornje Vreme – 1963, Ljubljana)

### Slikarstvo, kiparstvo, arhitektura in fotografija
- Ivan Varl, slikar, grafik, fotograf, pedagog, risar, ilustrator (1923, Kamna Gorica – 1979, Sežana)
- Dragotin Fatur, arhitekt (1895, Divača – 1973, Ljubljana)
- Stojan Zafred, slikar (1951, Postojna – 2002, Divača)

## Politika, uprava in pravo
- Rudolf Sterle, sodnik, pravni pisec in prevajalec (1873, Divača – 1948, Ljubljana)
- Jožko Žiberna, pravnik (1910, Divača – 2002, Ljubljana)
- Franc Mahorčič, župan in deželni poslanec (1817, Matavun – 1883, Matavun)
- Jože Zelen, politik (1830, Senožeče – 1919, Senožeče)
- Rajmund Mahorčič (tudi Frančišek Karel Mahorčič), politik (1840, Brežec pri Divači – 1895, Sežana)
- Edvard Volčič, pravnik, sodnik (1858, Senožeče – 1911, Novo mesto)
- Franjo Ferfila, uradnik, narodni, politični in gospodarstveni delavec (1845, Senožeče – 1915, Gorica)

## Šolstvo
- Ferdinand Ferluga, šolnik, narečni pesnik, javni delavec (1901, Trst – 1972, Trst)
- Ivan Bano, šolnik, publicist (?)
- Angela Sadar, učiteljica, gledališka igralka, režiserka, partizanka (1897, Divača – 1992)
- Pavel Kavčič, učitelj, naravoslovec (1852, Godešič – 1895, Senožeče)

## Šport
- Francesco Cergoli, italijanski nogometaš (1921, Divača – 2000)
- Tullio Zuppet, italijanski nogometaš (1926, Divača)

## Vojska
- Valerija Kocjančič (roj. Krainer), aktivistka NOB (1898, Divača – 1982, Sežana)
- Dušan Bole, partizan, prvoborec, urednik, univerzitetni profesor (1908, Misliče – 2002)
- Stanislav Vouk, pilot (1911, Divača – 1944, Slano)

## Zdravstvo
- Boris Cergolj, zdravnik (1920, Vatovlje – 1998, Izola)
- Anton Skala, defektolog (1889, Vremski Britof – 1968, Beograd)

## Drugo
- Amalija Mahorčič, žena Franca Mahorčiča (1817, Sežana – 1896, Matavun)
- Danilo Zelen, tigrovec, antifašist, vodja odporniškega gibanja (1907, Senožeče  – 1941, Mala gora nad Ribnico)
- France Magajna, novinar, pisatelj, urednik (1895, Gornje Vreme – 1971, Gornje Vreme)
- Vladimir Štolfa, pomorski častnik, kapitan dolge plovbe, učitelj (1904, Divača – 1956, Piran)
- Ivan Piano, časnikar, učitelj, zborovodja (ok. 1830, Senožeče – 1880, Stara Gradiška)
- Slavko Kavšek, organizator slovenskega pomorskega šolstva (1912, Divača – 1997)
- France Gustinčič, čebelarski strokovnjak (1908, Škocjan – ?)
- Anton Družina, prosvetni delavec (1900, Kozjane – ?)
- Boris Čok, predavatelj, proučevalec kulturne krajine, graditelj suhih zidov in pastirskih hišic (1951, Bazovica –)